# Ahlefeld-Bistensee
Ahlefeld-Bistensee là một đô thị thuộc quận Rendsburg-Eckernförde, bang Schleswig-Holstein.